# Wiesensalbei
Der oder die Wiesensalbei (Salvia pratensis) ist eine Pflanzenart, in botanischer Literatur auch Wiesen-Salbei geschrieben, aus der Gattung Salbei (Salvia) innerhalb der Familie der Lippenblütler (Lamiaceae).

## Beschreibung

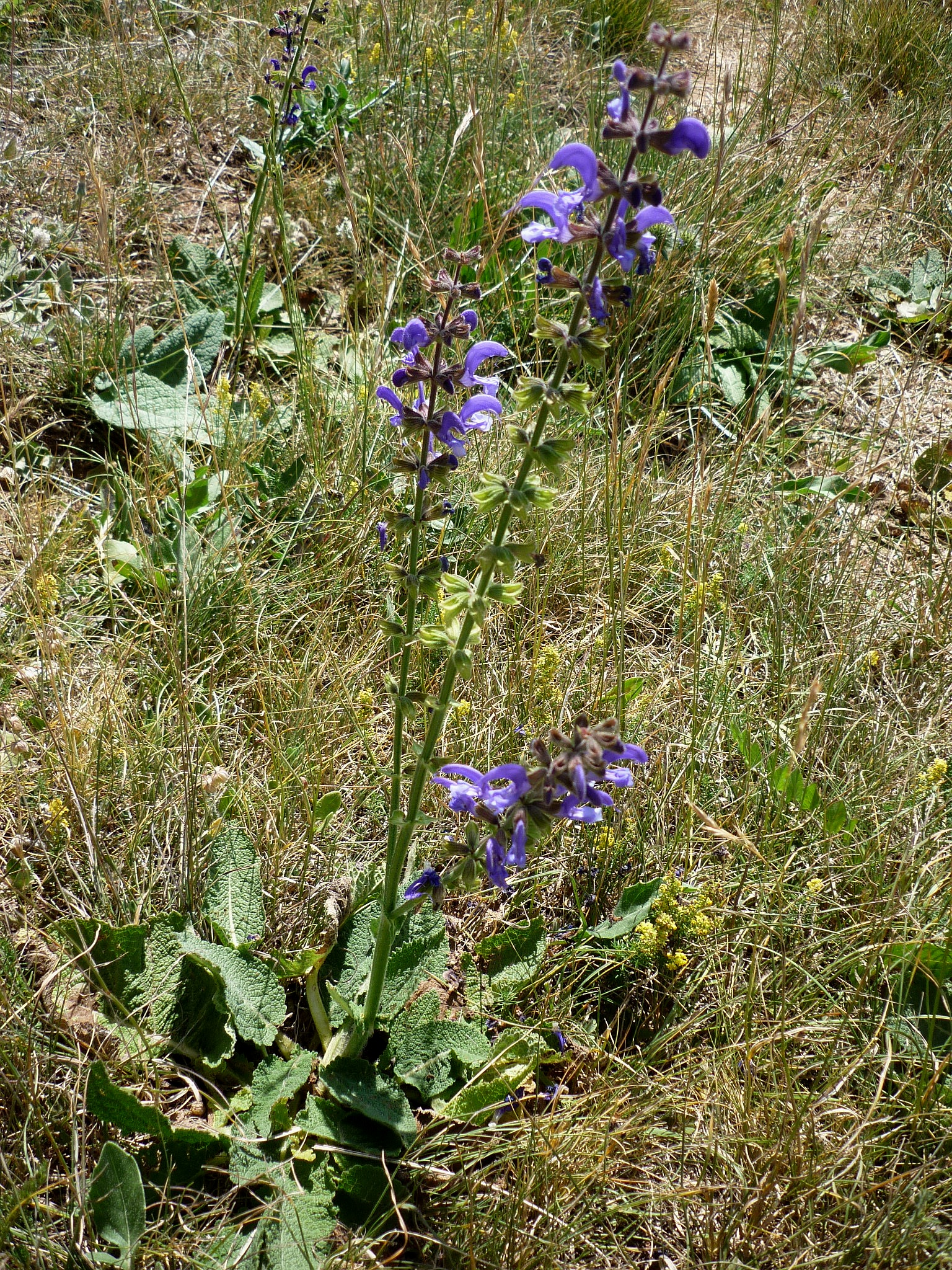
Habitus und Blütenstand

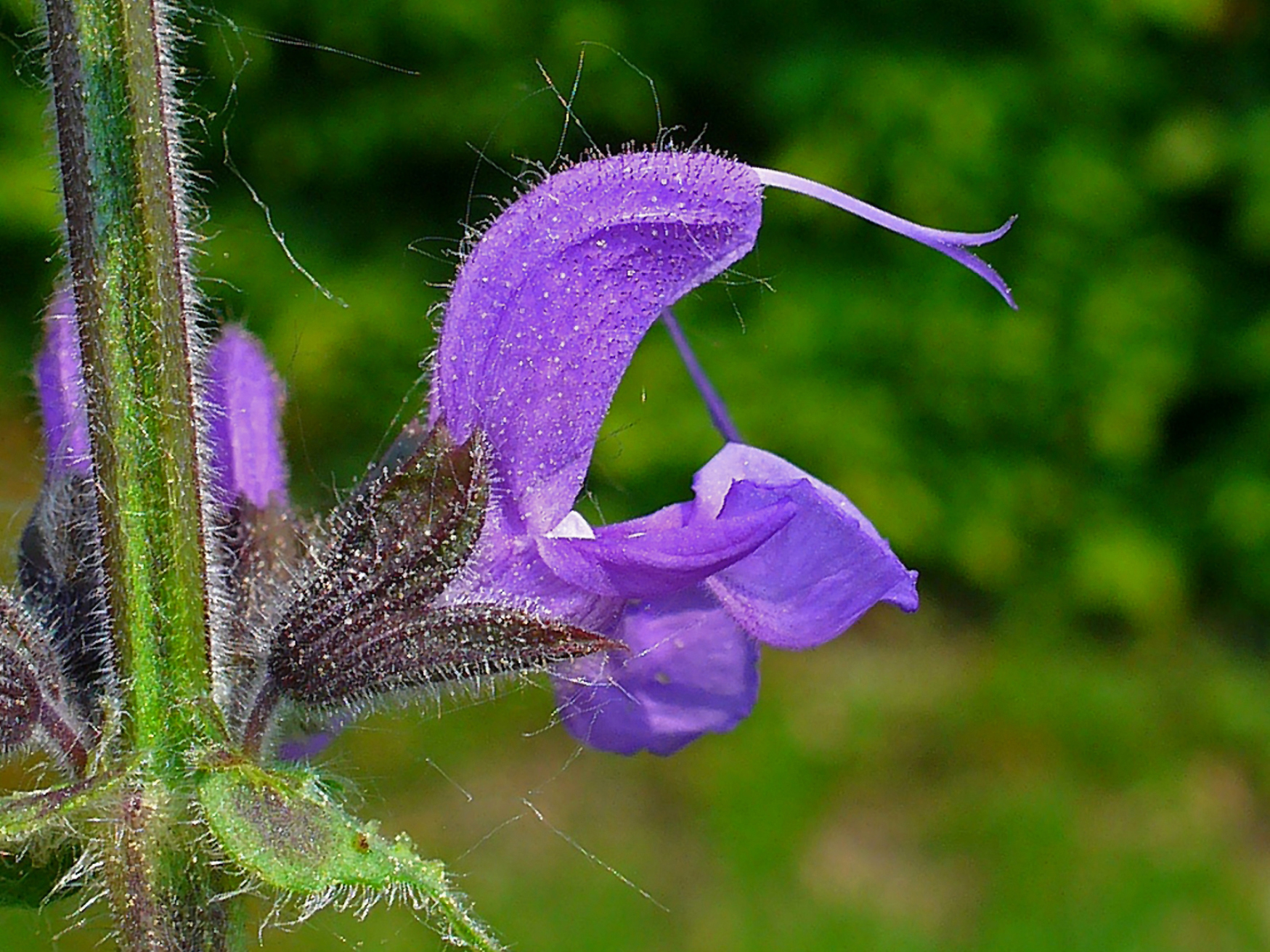
Blüte

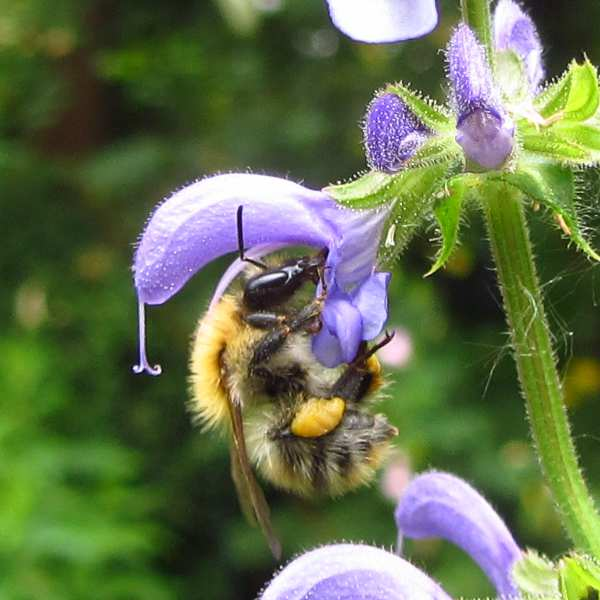
Ackerhummel an einer Blüte des Wiesensalbei

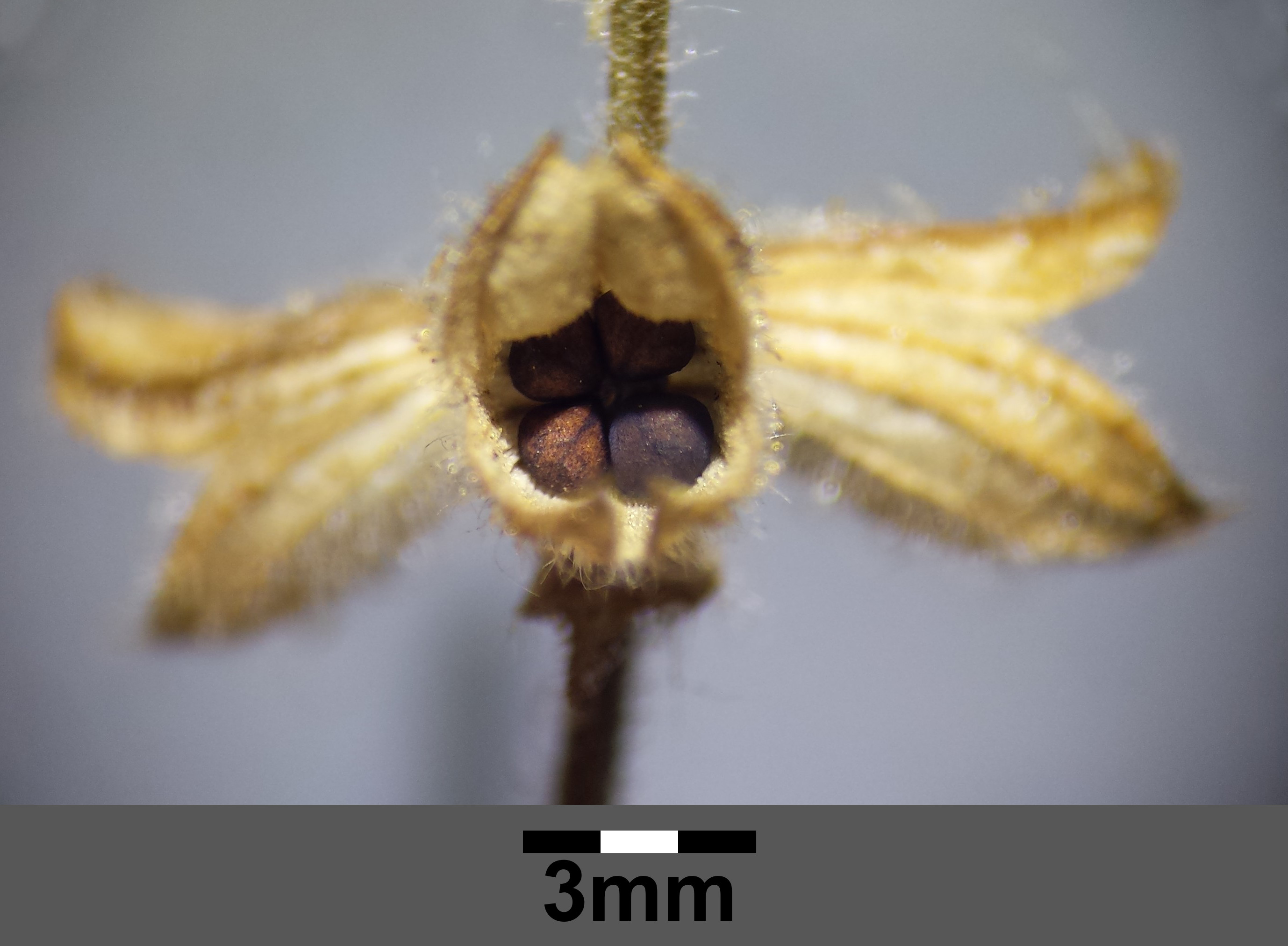
Fruchtstand: die Frucht besteht aus vier einsamigen, dunkelbraunen Teilfrüchten

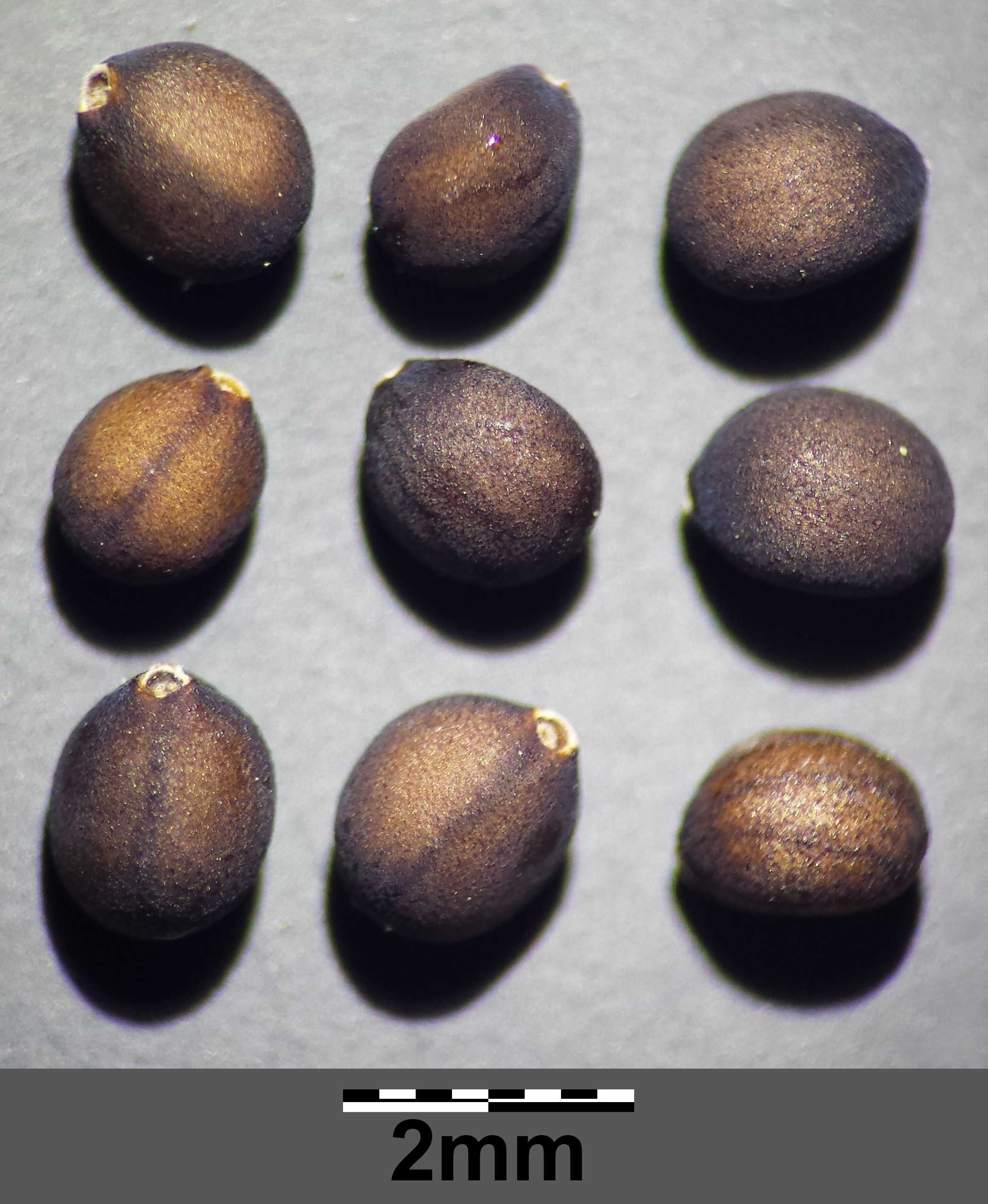
Klausen

### Vegetative Merkmale
Der Wiesensalbei ist eine ausdauernde krautige Pflanze, die Wuchshöhen von meist 30 bis 50 (20 bis 60) Zentimetern erreicht. Sie bildet eine haltbare, stark verholzende Pfahlwurzel, die bis 50, selten bis zu 80 Zentimeter lang ist. Die oberirdischen Pflanzenteile sind dunkelgrün und locker abstehend behaart und oft verkahlend. Der kräftige, vierkantige, gerillte, hohle, aufrechte oder aufsteigende Stängel ist höchstens im Bereich des Blütenstandes verzweigt und locker abstehend behaart sowie im unteren Bereich verkahlend. Die Pflanzenteile riechen wenig.
Es sind nur ein bis drei Paare von rasch an Größe und Stiellänge abnehmenden gegenständigen Stängelblättern vorhanden. Der Rest sind grundständige Laubblätter. Die Grundblätter sind in Blattstiel und -spreite gegliedert. Ihr Blattstiel ist 3 bis 7 Zentimeter lang. Ihre Blattspreite ist eiförmig bis länglich-lanzettlich mit herzförmigen Spreitengrund, gestutztem oder keilförmigem oberen Ende und unregelmäßig gekerbtem bis doppelt gezähntem Blattrand. Die Spreite ist runzelig mit unterseits stark hervortretendem Adernetz, das auf beiden Seiten kurz behaart ist.

### Generative Merkmale
Sechs bis zwölf Scheinquirle stehen locker übereinander in einem 10 bis 30 Zentimeter langen, manchmal auch verzweigten, scheinährigen Blütenstand. Vier bis acht kurz gestielte Blüten stehen in Scheinquirlen, von denen nur die untersten über Hochblättern stehen.
Die Blüten sind bei einer Länge von 2 bis 2,5 Zentimetern zygomorph und fünfzählig mit doppelter Blütenhülle. Der Kelch ist glockig, etwa 8 bis 11 Millimeter lang bei Zwitterblüten, bei weiblichen nur 6 bis 7 Millimeter lang. Er ist am Rücken oft violett und mehr oder weniger dicht mit abstehenden und manchmal auch drüsigen Haaren besetzt. Die Blütenkrone ist meist dunkel blauviolett oder hell- bis mittelblau. Ihre Röhre ist bei den Zwitterblüten länger als der Kelch und ohne Haarring. Sie ist stark sichelförmig gekrümmt, seitlich abgeflacht, mit einer kurz zweilappigen Oberlippe und einer kürzeren Unterlippe mit drei herabgeschlagenen rundlichen oder eckigen Lappen. Es sind zwei Staubblätter vorhanden. Bei jedem fertilen Staubblatt sitzen am Ende des geteilten Konnektivs zwei getrennte Theken, wobei der obere Arm des Konnektivs aufrecht in der Blüte angeordnet ist und der andere Arm nach unten gerichtet ist. An der Verbindung zwischen Staubfaden und den beiden Konnektivarmen befindet sich ein Gelenk und der obere Arm ist wesentlich länger als der Staubfaden und der untere Arm.
Die Klausenfrucht zerfällt in vier einsamige Teilfrüchte (Klausen). Die Klausen sind bei einer Länge von etwa 2 Millimetern eiförmig, glatt und schwarzbraun.
Die Chromosomengrundzahl beträgt x = 9; es liegt Diploidie mit einer Chromosomenzahl von 2n = 18 vor.

## Ökologie und Phänologie

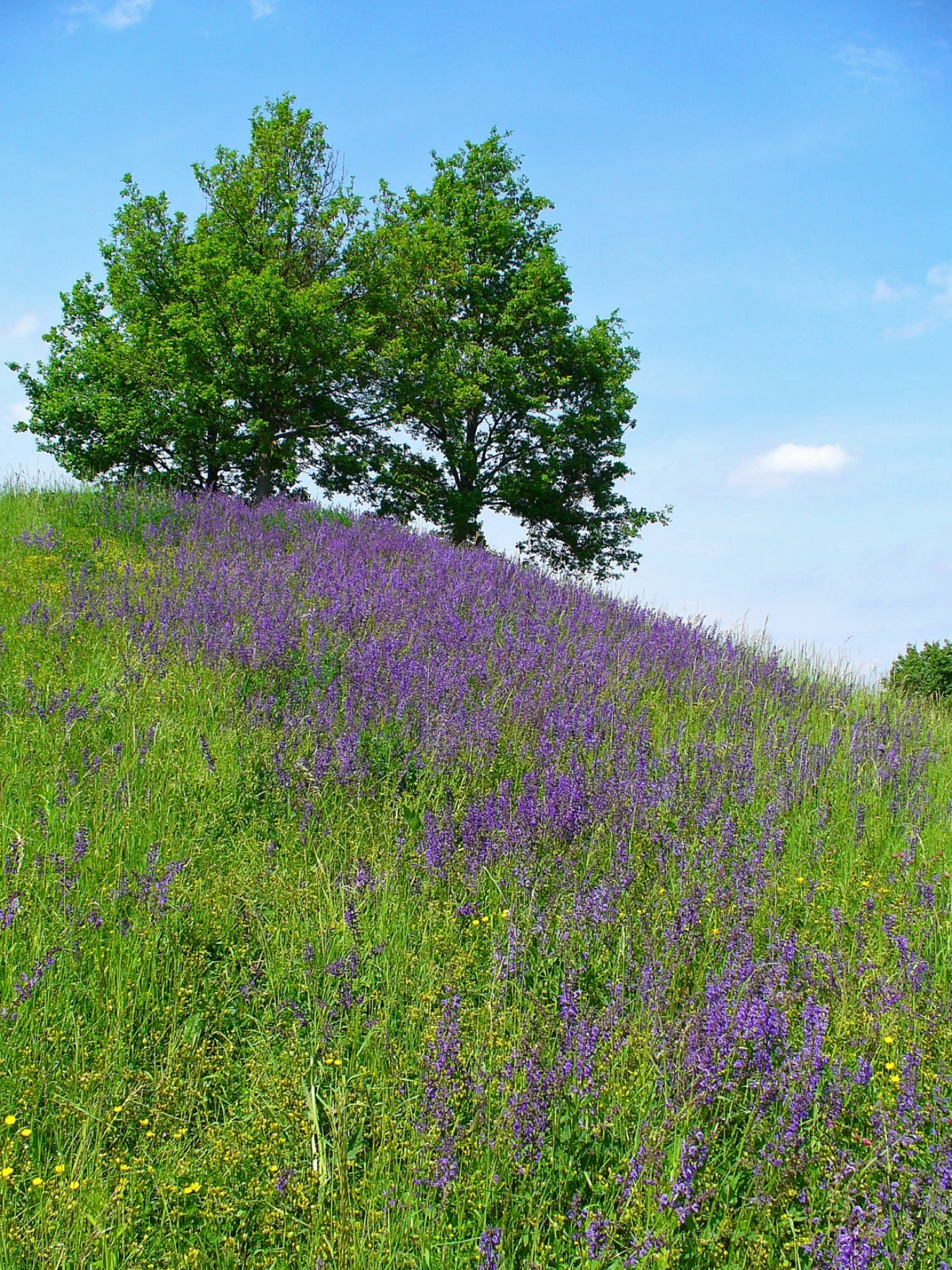
Wiese mit Wiesensalbei

Ein Pflanzenexemplar kann mehrere Jahre alt werden. Der Wiesensalbei ist eine ausdauernde Halbrosettenpflanze und eine Lichtpflanze, die bei weniger als 20 % des normalen Lichtgenusses steril bleibt. Runzelblätter und ätherische Öle wirken transpirationshemmend. Die Pfahlwurzel reicht bis über 1 Meter tief.
Die Blütezeit reicht von Ende Mai bis in den August hinein. Die Bestäubung erfolgt hauptsächlich durch Hummeln über den typischen Salbei-Mechanismus: Die Hummel steckt ihren Rüssel in die Blüte und durch eine Öse am unteren Hebelarm, um Nektar zu sammeln, dabei löst sie den Hebelmechanismus (auch Schlagbaummechanismus genannt) aus, der den Blütenstaub am haarigen Körper der Hummel abstreift. Der Pollen wird dann von der Hummel zu anderen Blüten weitergetragen.
Blütenökologisch handelt es sich um vormännliche „Eigentliche Lippenblumen“. Die Unterlippe dient als Sitz für die Bestäuber, die helmförmige Oberlippe verbirgt die zwei Staubblätter und den Griffel. Durch starkes Wachstum des Konnektivs, also des Staubbeutelzwischenstücks, sind die Staubbeutelhälften weit auseinandergerückt. Eines der beiden Konnektive ist zur „Platte“ umgewandelt und wirkt als Hebel. Wenn Insekten auf die den Schlund versperrende Platte drücken, wird der Hebelmechanismus ausgelöst, und der verlängerte Staubbeutelarm schlägt auf den Rücken des Insekts, wodurch der Pollen übertragen wird. Neben den zwittrigen kommen auch kleinere weibliche Blüten vor. Bei ihnen sind die Staubfäden sehr verkürzt, sodass der Hebelmechanismus gar nicht ausgelöst werden kann. Der Nektar ist nur langrüsseligen Insekten zugänglich; der Hebelmechanismus kann nur von Hummeln, seltener von anderen Bienen, betätigt werden. Durch die Bestäuber kann der Hebelmechanismus auch wiederholt ausgelöst werden. Es wird dabei aber jeweils nur eine Teilmenge des Pollens abgegeben; es ist eine Portionierung von etwa zwölf Pollenportionen möglich. Neben der Bestäubung durch Insekten ist auch die Selbstbestäubung bedeutsam.
Die Klausenfrüchte sind Spaltfrüchte und zerfallen in vier einsamige Teilfrüchte (Klausen). Sie wirken als Tier- und Windstreuer, dazu auch als Klebhafter und Regenballist wegen der waagerecht abstehenden Kelche. Fruchtreife ist von Juli bis August.

## Vorkommen
Der Wiesensalbei ist in Europa, in Kleinasien (selten) und im Kaukasusraum verbreitet. Seine ursprüngliche Heimat in Europa ist der Mittelmeerraum, mittlerweile reicht das geschlossene Verbreitungsgebiet in Europa bis ca. 50° nördlicher Breite, weiter nördlich gibt es zumeist nur vereinzelte und unbeständige Vorkommen bis Mittelschweden. Er kommt in weiten Teilen Europas meist in Höhenlagen bis zu 1600 Metern vor. Er ist in Nordamerika ein Neophyt und in den nordöstlichen USA ist er eingebürgert.
Der Wiesensalbei gedeiht in Mitteleuropa meist auf kalkhaltigen, mäßig nährstoffreichen Böden. Er wächst an eher trockenen, vollsonnigen Standorten. In den Allgäuer Alpen steigt er in Bayern zwischen Schlappoltsee und Schlappoltalpe bis zu einer Höhenlage von 1710 Metern auf. Im Puschlav erreicht er sogar eine Meereshöhe von 1920 Metern. Er ist in Mitteleuropa eine Charakterart der Klasse Festuco-Brometea-.
Die ökologischen Zeigerwerte nach Landolt et al. 2010 sind in der Schweiz: Feuchtezahl F = 2 (mäßig trocken), Lichtzahl L = 4 (hell), Reaktionszahl R = 4 (neutral bis basisch), Temperaturzahl T = 4+ (unter-montan und ober-kollin), Nährstoffzahl N = 2 (nährstoffarm), Kontinentalitätszahl K = 4 (subkontinental).

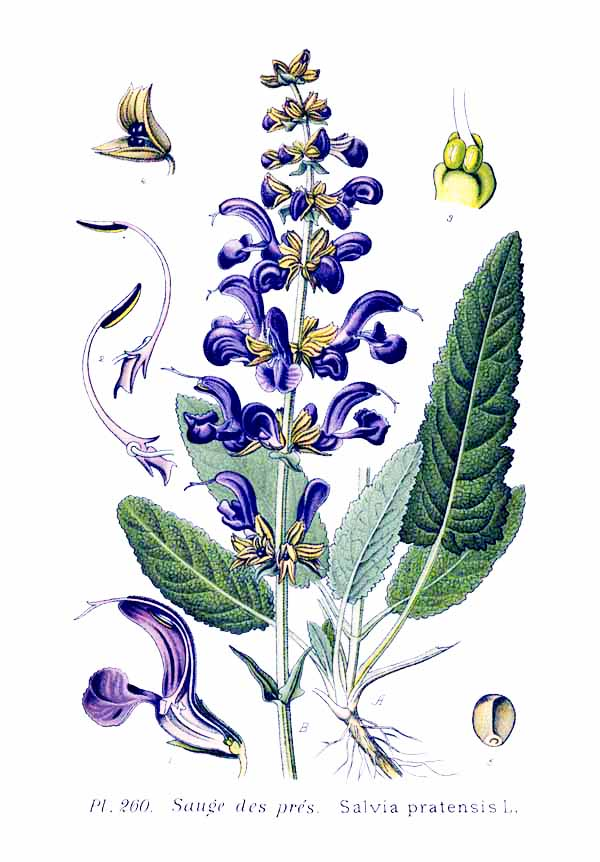
Illustration

## Systematik
Die Erstveröffentlichung von Salvia pratensis erfolgte 1753 durch Carl von Linné in Species Plantarum, Tomus I, S. 25. Das Artepitheton pratensis bedeutet „auf Wiesen wachsend“.
Je nach Autor gibt es einige Unterarten:
- Salvia pratensis subsp. bertolonii (Vis.) Soó (Syn.: Salvia bertolonii Vis., Salvia scabrida Bertol. nom. illeg.): Sie kommt nur in Italien und im ehemaligen Jugoslawien vor.[2]
- Salvia pratensis subsp. haematodes (L.) Arcang. (Syn.: Salvia haematodes L., Salvia lusitanica J.Jacq. nom. illeg., Salvia pratensis var. haematodes (L.) Caruel, Salvia pratensis var. lusitanica Briq.): Sie kommt nur in Italien vor.[2][9]
- Salvia pratensis subsp. laciniosa (Jord.) Briq. (Syn.: Salvia laciniosa Jord., Salvia pratensis var. laciniosa (Jord.) Briq.): Sie kommt nur in Frankreich vor.[2][9]
- Salvia pratensis subsp. pozegensis (Watzl) Diklic (Syn.: Salvia pratensis var. pozegensis Watzl): Sie kommt nur auf der nordwestlichen Balkanhalbinsel im Gebiet des ehemaligen Jugoslawien vor.[2][9]
- Salvia pratensis L. subsp. pratensis (Syn.: Salvia agrestis L., Salvia arnassensis Gand., Salvia barrelieri Ten. nom. illeg., Salvia ceratophylla Ten., Salvia ceratophylloides Ard., Salvia clusii Timb.-Lagr., Salvia dubia K.Koch, Salvia exasperata Cav., Salvia haematodes subsp. tiberina (Mauri) Nyman, Salvia lupinoides Vilm., Salvia macrantha Schur, Salvia oblongata Schur nom. illeg., Salvia rostrata F.W.Schmidt, Salvia rubicunda Wender. ex Benth., Salvia sublobata Schur, Salvia salvatorii Vilm., Salvia tenorei Spreng., Salvia tiberina Mauri, Salvia variegata Waldst. & Kit. ex Willd., Salvia variegata Host nom. illeg., Salvia vulgaris Briq., Salvia pratensis var. agrestis (L.) Nyman, Salvia pratensis var. albiflora T.Durand, Salvia pratensis var. modesta Briq., Salvia pratensis var. nicaeensis Briq., Salvia pratensis var. parviflora Lecoq & Lamotte, Salvia pratensis var. rostrata (F.W.Schmidt) Rchb. f., Salvia pratensis var. submollis Jakucs, Salvia pratensis var. variegata (Waldst. & Kit. ex Willd.) Nyman): Ihr ursprüngliches Verbreitungsgebiet sind weite Gebiete Europas.[2] Sie ist beispielsweise in Nordamerika ein Neophyt.

Die Hybride mit dem Hain-Salbei (Salvia nemorosa L.) ist Salvia ×sylvestris L. = Salvia nemorosa × Salvia pratensis. Ihr Verbreitungsgebiet ist Europa.

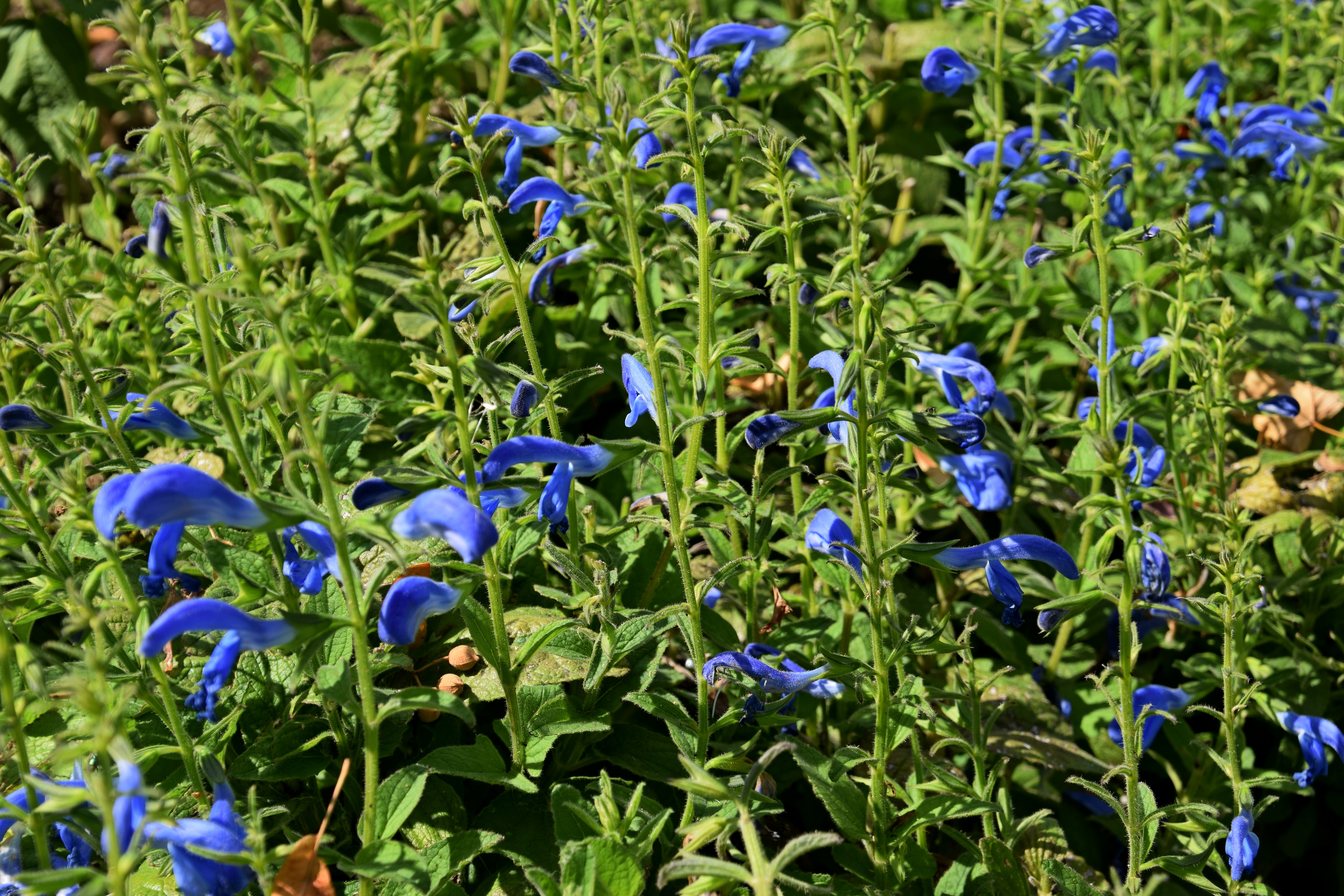
Sorte ‘Skyline’

## Verwendung
Von Salvia pratensis gibt es einige Sorten, die als Zierpflanze verwendet werden. So die Sorten 'Lapis Lazuli' und 'Mittsommer'.
Man kann junge Laubblätter des Wiesensalbei, ähnlich wie die des Küchensalbeis, als Gewürz verwenden, beispielsweise zu Fischgerichten. Die Wirkung ist jedoch weit weniger intensiv als beim Küchensalbei. Das stark bitter schmeckende Gewürzkraut wurde zum Bier und Wein zum Verändern des Geschmackes hinzugegeben. Wiesen-Salbei wird als Ersatz für Küchen-Salbei verwendet. Der Schleim der Klausen wurde im Kanton Wallis bei Augenleiden verwendet.